# Ludo Philippaerts
Ludo Philippaerts (Genk, 22 juni 1963) is een Belgisch springruiter. 

## Levensloop
Hij startte begin jaren 1970 in de jumpingsport. Op zijn twaalfde werd Ludo provinciaal kampioen springen, en een jaar later "Nationaal Kampioen". In 1988 behaalde hij met Darco de wereldbeker van Londen en in 1989 die van 's-Hertogenbosch. Hij behaalde met dat paard in die periode verschillen eerste en andere ereplaatsen in meerdere grands prix.
In 1995 werd hij Belgisch kampioen op Krawaat, en in 2000 op Parco. Met dat paard won hij ook de wereldbeker te Bordeaux in 2001. Ook de wereldbeker in Moskou van 2002 schreef hij op zijn naam.
Op de Olympische Spelen van Sydney viel hij net naast de medailles (4e plaats) met Ottorongo.
Hij won ook het wereldkampioenschap voor 7-jarigen te Lanaken in 1970.
Naast de competitiesport houdt hij zich ook bezig met opleiding van jonge ruiters en met zijn stoeterij waar hij onder meer competitiepaarden kweekt en opleidt.
Hij is getrouwd en hij heeft vier zonen. De tweelingbroers Olivier en Nicola Philippaerts, Thibault Philippaerts en Anthony Philippaerts, zijn eveneens springruiter.

## Resultaten

### Olympische Spelen
- 1992: 7e (individueel) met Darco
- 1996: 20e (individueel) en 13e (team) met Darco
- 2000: 4e (individueel) met Otterongo
- 2004: 4e (individueel) en 6e (team) met Parco

### Wereldkampioenschappen
- 2006: 9e (individueel) en 7e (team) met Parco

### Europese kampioenschappen
- 2005: 4e (team) met Parco
- 2003: 4e (individueel en 4e (team) met Parco
- 2001: 3e (individueel) en 5e (team) met Otterongo
- 1995: 6e (individueel) en 5e (team) met Darco

### Wereldbeker wedstrijden
- 2008: 1e Kwalificatie Mechelen met Winningmood
- 2008: 5e Kwalificatie Verona met Winningmood
- 2008: 8e Kwalificatie Oslo met Kassini Jac
- 2006: 3e Kwalificatie Oslo met Vici van 't Plutoniahof
- 2005: 9e Finale Las Vegas met Parco
- 2001: 9e Finale Göteborg met Otterongo
- 2001: 1e Kwalificatie Bordeaux met Parco
- 2000: 5e Finale Las Vegas met Otterongo
- 1996: 2e Kwalificatie Londen met Darco
- 1995: 2e Kwalificatie Paris-Bercy met Darco
- 1995: 1e Kwalificatie Oslo met Darco

### Grote Prijzen
- 2008: 3e Grand Prix La Coruña met Sam
- 2008: 6e Grand Prix Caen met Kassini Jac
- 2008: 7e Grand Prix Valkenswaard (GCT) met Cavalor Winningmood
- 2008: 9e Grand Prix Valkenswaard (Horse Festival) met Sam
- 2008: 8e Grand Prix Estoril met Cavalor Winningmood
- 2008: 11e Grand Prix La Baule met Cavalor Winningmood
- 2008: 13e Grand Prix Hamburg (GCT) met Cavalor Winningmood
- 2008: 1e Grand Prix Lummen met Sam
- 2008: 11e Grand Prix Qatar (GCT) met Cavalor Winningmood
- 2008: 2e Grand Prix Hasselt met Cavalor Winningmood
- 2008: 3e Grand Prix Bordeaux met Cavalor Winningmood
- 2007: 7e Grand Prix Hasselt met Cavalor Winningmood
- 2006: 1e Grand Prix Estoril met Parco
- 2006: 1e Grand Prix Monte Carlo Met Parco
- 2006: 4e Grand Prix Cannes met Parco
- 2001: 1e Grand Prix Monte Carlo met Verelst Quebec
- 2000: 1e Grand Prix Genève met Otterongo
- 1995: 1e Grand Prix Parijs met King Darco
- 1988: 5e Grand Prix Maastricht met Darco

### Derby's
- 2008: 6e Valkenswaard met Tauber van het Kapelhof
- 2007: 1e Valkenswaard met Tauber van het Kapelhof
- 2008: laatste Valkernswaard